# Konrad Gajek
Konrad Gajek (ur. 17 lutego 1931 w Dąbrówce Wielkiej, zm. 18 lutego 1999 we Wrocławiu) – polski germanista, badacz baroku, literatury barokowej i Śląska, wykładowca i profesor Uniwersytetu Wrocławskiego, pochowany na Cmentarzu Grabiszyńskim we Wrocławiu.

## Biografia
W 1950 zdał maturę, od 1953 r. studiował germanistykę we Wrocławiu, a od 1956 przebywał na  dwuletnim stypendium na Uniwersytecie w Lipsku. W latach 1958–1965 był lektorem języka niemieckiego na Uniwersytecie Wrocławskim.
Od 1965 r. specjalizował się w twórczości Bertolda Brechta. Badał jego archiwa na stypendiach w NRD (m.in. w Berliner Ensemble), a w 1970 r. obronił pracę doktorską na temat spektakli tego twórcy na polskich scenach. 
Kierował także Zakładem Wiedzy o Krajach Obszaru Niemieckojęzycznego, a od 1992 prowadził Pracownię Badań nad Barokiem.
W 1996 otrzymał tytuł profesorski.